# Verkiezingen voor het Europees Parlement 2009 in Luxemburg
De Europese Parlementsverkiezingen van 2009 vonden in Luxemburg plaats op 7 juni van dat jaar. De Luxemburgse stemgerechtigden stemden voor zes zetels in het Europees Parlement.
Aan de zetelverdeling veranderde niets. De Chrëschtlech Sozial Vollekspartei (CSV) van toenmalig Luxemburgs premier Jean-Claude Juncker bleef met 3 zetels de grootste partij.
Deze verkiezingen werden tegelijk gehouden met de landelijke verkiezingen in Luxemburg.

## Uitslag
| Partij | Partij                                                                                   | %    | Zetels | Verandering |
|        | Christelijk-Sociale Volkspartij (Chrëschtlech Soziale Vollekspartei)                     | 31,3 | 3      | -           |
|        | Luxemburgse Socialistische Arbeiderspartij (Lëtzebuerger Sozialistesch Aarbechterpartei) | 19,4 | 1      | -           |
|        | Democratische Partij (Demokratesch Partei)                                               | 18,6 | 1      | -           |
|        | De Groenen (Déi Gréng)                                                                   | 16,8 | 1      | -           |
|        | Alternatieve Democratische Hervormingspartij (Alternativ Demokratesch Reformpartei)      | 7,3  | 0      | -           |
|        | Links (Déi Lénk)                                                                         | 3,3  | 0      | -           |
|        | Communistische Partij van Luxemburg (Kommunistesch Partei Lëtzebuerg)                    | 1,5  | 0      | -           |
| Totaal | Totaal                                                                                   |      | 6      |             |